# Resolutie 854 Veiligheidsraad Verenigde Naties
Resolutie 854 van de Veiligheidsraad van de Verenigde Naties werd op 6 augustus 1993 unaniem aangenomen. De Veiligheidsraad ging er met deze resolutie mee akkoord om tien waarnemers naar Abchazië te sturen.

## Achtergrond
Op de golf van opkomend onafhankelijkheidsstreven van Georgië uit de Sovjet-Unie tegen het einde van de jaren 1980, streefde de Abchazische minderheid in de Abchazische autonome republiek de onafhankelijkheid na, uit angst de autonomie in Georgië te verliezen. Het leidde tot etnische spanningen met de Georgiërs, die in Abchazië de grootste bevolkingsgroep waren.
In 1992 kwam het tot een gewapend conflict, waarbij ook Rusland betrokken raakte, dat het voor de Abchaziërs opnam. Begin 1993 braken er zware gevechten uit om de Abchazische hoofdstad Soechoemi. In de zomer van 1993 werd een staakt-het-vuren afgesproken en werd de UNOMIG-waarnemingsmissie opgericht. De val van Soechoemi in september 1993 leidde tot grootschalige etnische zuiveringen tegen de Georgische gemeenschap.

## Inhoud
De Veiligheidsraad:
- herinnert aan resolutie 849 die de Veiligheidsraad een beslissing liet over het sturen van militaire waarnemers na een staakt-het-vuren;
- verwelkomt de ondertekening van een staakt-het-vuren op 27 juli;

1. keurt het voorstel van secretaris-generaal Boutros Boutros-Ghali goed om een voorhoede van een team van tien militaire VN-waarnemers om toe te zien op het staakt-het-vuren. Het mandaat van dat team zal binnen drie maanden aflopen en het team zal deel van een VN-waarnemingsmissie worden indien die zou worden opgericht;
2. kijkt uit naar het rapport van de secretaris-generaal over een VN-waarnemingsmissie en de kosten, een tijdsschema en de voorziene afsluiting van die operatie;
3. besluit om op de hoogte te blijven.

## Verwante resoluties
- Resolutie 849 Veiligheidsraad Verenigde Naties
- Resolutie 858 Veiligheidsraad Verenigde Naties
- Resolutie 876 Veiligheidsraad Verenigde Naties

Lijst ·  800 ·  801 ·  802 ·  803 ·  804 ·  805 ·  806 ·  807 ·  808 ·  809 ·  810 ·  811 ·  812 ·  813 ·  814 ·  815 ·  816 ·  817 ·  818 ·  819 ·  820 ·  821 ·  822 ·  823 ·  824 ·  825 ·  826 ·  827 ·  828 ·  829 ·  830 ·  831 ·  832 ·  833 ·  834 ·  835 ·  836 ·  837 ·  838 ·  839 ·  840 ·  841 ·  842 ·  843 ·  844 ·  845 ·  846 ·  847 ·  848 ·  849 ·  850 ·  851 ·  852 ·  853 ·  854 ·  855 ·  856 ·  857 ·  858 ·  859 ·  860 ·  861 ·  862 ·  863 ·  864 ·  865 ·  866 ·  867 ·  868 ·  869 ·  870 ·  871 ·  872 ·  873 ·  874 ·  875 ·  876 ·  877 ·  878 ·  879 ·  880 ·  881 ·  882 ·  883 ·  884 ·  885 ·  886 ·  887 ·  888 ·  889 ·  890 ·  891 ·  892